# 25 (число)
25 (два́дцять п'ять) — натуральне число між 24 і 26

## Математика
- 225 = 33554432

## Наука
- Атомний номер Марганцю

## Дати
- 25 рік; 25 рік до н. е.
- 1825 рік
- 1925 рік
- 2025 рік